# Дашко-Николаевка
Дашко-Николаевка (каз. Дашко-Николаевка) — село в Тайыншинском районе Северо-Казахстанской области Казахстана. Входит в состав Яснополянского сельского округа. Код КАТО — 596075300.

## Население
В 1999 году население села составляло 652 человека (318 мужчин и 334 женщины). По данным переписи 2009 года, в селе проживало 518 человек (259 мужчин и 259 женщин).

## Люди
В 1999 г. численность местного населения составляла 652 человека (318 мужчин и 334 женщины), а в 2009 г. – 518 человек (259 мужчин и 259 женщин).